# Jean-Luc Sassus
Jean-Luc Sassus (Tarbes, 4 ottobre 1962 – Tolosa, 22 maggio 2015) è stato un calciatore francese, di ruolo difensore.
È scomparso nel 2015 all'età di 52 anni a seguito di un attacco cardiaco.

## Carriera

### Club
Fra la fine degli anni ottanta e l'inizio degli anni novanta è stato protagonista delle migliori stagioni della storia del Cannes, con il raggiungimento del quarto posto finale, con conseguente qualificazione alla Coppa UEFA, nella stagione 1990-1991.
Nel 1992, dopo la retrocessione dei biancorossi, si trasferisce al Paris Saint-Germain, con cui in due stagioni conquista un titolo nazionale e una Coppa di Francia.

### Nazionale
Nel 1992 ha totalizzato una presenza nella nazionale maggiore in occasione di un'amichevole con l'Austria.

## Palmarès

### Club

#### Competizioni nazionali
- Coppa di Francia: 1

Paris Saint-Germain: 1992-1993
- Campionato francese: 1

Paris Saint-Germain: 1993-1994